# Jesús Flores Magón

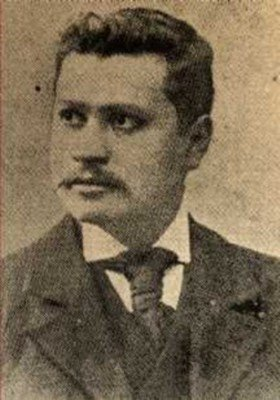
Jesús Flores Magón

Jesús Flores Magón (Oaxaca, 1871 - Mexico-Stad, 7 december 1930) was een Mexicaans politicus, journalist en revolutionair.
Flores Magón studeerde in 1892 af in de rechtsgeleerdheid. Net als zijn broers Ricardo en Enrique raakte hij betrokken in het verzet tegen de dictator Porfrio Díaz en met Ricardo werd hij redacteur van het tijdschrift Regeneración. Flores Magón werd meerdere keren gevangengezet, en zette na zijn huwelijk met Clara Hong in 1902 zijn politieke activiteiten op een lager pitje. Desalniettemin werd hij het land uit gezet en ging wonen in de Verenigde Staten, waar hij in conflict raakte met zijn broers die anarchistische idealen uitdroegen, terwijl Flores Magon een gematigder links-liberalisme voorstond.
Na de Mexicaanse Revolutie keerde Flores Magón terug naar Mexico en begon in 1911 met Antonio I. Villarreal een gematigder versie van Regeneración en leidde een gematigde tak van de Mexicaanse Liberale Partij (PLM). Van februari tot november 1912 was hij minister van binnenlandse zaken van president Francisco I. Madero. Na de omverwerping van en moord op Madero door Victoriano Huerta ontvluchtte Flores Magón het land. In 1920 keerde hij terug naar Mexico, waar hij tien jaar later overleed.